# Bugula gracilis
Bugula gracilis är en mossdjursart som beskrevs av Busk 1858. Bugula gracilis ingår i släktet Bugula och familjen Bugulidae. Inga underarter finns listade i Catalogue of Life.